# Matthew Wells (hockey sur gazon)
Matthew Wells, né le 2 mai 1978 à Hobart, est un joueur australien de hockey sur gazon.

## Palmarès
- Médaille de bronze aux Jeux olympiques de Sydney en 2000
- Médaille d'or aux Jeux olympiques d'Athènes en 2004
- Médaille de bronze aux Jeux olympiques de Pékin en 2008[1]